# Anoba serpens
Anoba serpens är en fjärilsart som beskrevs av William Schaus 1914. Anoba serpens ingår i släktet Anoba och familjen nattflyn. Inga underarter finns listade i Catalogue of Life.